# Sigrid Eskilsdotter (Banér)
För tomtägaren i kvarteret Jungfrun, mellan Jungfru- och Sibyllegatan respektive Linné- och Kommendörsgatan i Stockholm, se Sigrid Gustafsdotter Banér.
Sigrid Eskilsdotter (Banér), född under andra hälften av 1400-talet på Lindholmens gård, död hösten 1527 på Gäddeholm, var en svensk adelsdam. I sitt första äktenskap födde hon dottern Cecilia Månsdotter (Eka) som blev mor till kung Gustav Vasa. Sigrid Eskilsdotter Banér blev därmed mormor till kungen. I sitt andra äktenskap föddes dottern Kristina Gyllenstierna som gifte sig med riksföreståndaren och regenten Sten Sture den yngre.

## Biografi
Sigrid Eskilsdotter var dotter till Eskil Isaksson (Banér) till Venngarn och Cecilia Haraldsdotter (Gren). Tillsammans med sin helbroder Knut Eskilsson skiftade hon arv efter fadern den 27 augusti 1488. Hennes morföräldrar var riddaren och riksrådet Harald Stensson Gren till Ål och Sigrid Tomasdotter van Vitzen.
I sitt första äktenskap med riksrådet och häradshövdingen Måns Karlsson (Eka) föddes barnen Cecilia och Trotte. Efter makens död gifte Sigrid om sig  med Nils Eriksson (Gyllenstierna) i oktober 1487. I detta äktenskap föddes Kristina som vid 17 års ålder vigdes med riddaren och riksföreståndaren Sten Sture den yngre den 16 november i Stockholm 1511. Kristina kom att leda Stockholms försvar mot danskarna 1520.
Sedan Sigrid sommaren 1495 blivit änka för andra gången, bodde hon först ett tjugutal år på Lindholmens gård i nuvarande Vallentuna kommun och senare på Venngarns slott norr om Sigtuna. 
Sigrid var närvarande vid Kristian II:s kröning i Stockholm den 4 november 1520 och  såsom Sten Sture den yngres svärmor fängslades hon vid Stockholms blodbad. Jämte dottern Kristina, var Sigrid en av de få kvinnor som dömdes till döden vid blodbadet; hon dömdes till att dränkas genom att sys in i en säck och slängas i havet, men avrättningen avbröts då hon gick med på att låta sin egendom konfiskeras av kungen. Hon medtogs till Danmark och fördes till Blåtårn för förvaring tillsammans med sina döttrar Cecilia och Kristina, den senares söner Nils och Svante, samt dotterdöttrar. Omkring 1522 avled Cecilia och två dotterdöttrar i pesten, men Sigrid själv överlevde fångenskapen och fick återvända till Sverige 1523. Året efter släpptes även Kristina fri och återvände till Sverige. 
Sigrid avled hösten 1527, troligen på Venngarns slott, men andra källor anger att hon avled 1528 på Gäddeholm i Södermanland och att hon är begraven i Trosa lands kyrka.

## Familj
Gift första gången 15 januari 1475 med riddaren och riksrådet Magnus Karlsson till Eka, som nämndes i livet 1484, men var död vid tiden för Sigrids andra gifte.
Barn:
1. Cecilia Månsdotter (Eka) (1475-1522).
2. Trotte Månsson (Eka) [4]

Gift andra gången i oktober 1487 med riddaren och riksrådet Nils Eriksson (Gyllenstierna) till Fogelvik, som dog 1495.
Barn:
1. Kristina Nilsdotter (Gyllenstierna) (1494-1559).